# Poluição térmica
Poluição térmica consiste no aquecimento das águas naturais pela introdução da água quente utilizada na refrigeração de centrais elétricas, usinas nucleares, refinarias, siderúrgicas e indústrias diversas. A elevação da temperatura afeta a solubilidade do O2 na água, fazendo com que esse gás se difunda mais facilmente para a atmosfera; isso acarreta uma diminuição de sua disponibilidade na água, o que prejudica diversas formas de vidas aquáticas. Além disso, o impacto da variação térmica exerce um efeito particularmente nocivo para as formas estenotérmicas, isto é, que não toleram grandes variações de temperatura, como o salmão e a truta. A poluição térmica é causada também pelo aquecimento global (e também pelo efeito estufa), e pode acarretar a perda de grande parte da fauna marinha e lacustre. Com isso, seres como, por exemplo, os corais são diretamente afetados, uma vez que esses animais necessitam de uma temperatura estável para manter a simbiose com as algas do gênero Symbiodinium, as quais fornecem coloração e nutrição para os corais.